# Morti nel 1994/Novembre
| Questa pagina contiene informazioni ricavate automaticamente dalle voci biografiche con l'ausilio del template Bio e di un bot. L'aggiornamento è periodico e automatico e ricostruisce completamente la pagina. Se manca una persona in questa lista, sei pregato di non aggiungerla, ma accertati piuttosto che la sua voce biografica contenga il template Bio e che i dati anagrafici siano correttamente compilati. Se il template Bio manca, inseriscilo tu stesso o, in alternativa, metti l'avviso {{tmp\|Bio}} che ne segnala la mancanza. Se i dati riportati sono sbagliati, correggi direttamente la voce biografica; le modifiche saranno visibili in questa lista entro pochi giorni. Per chiarimenti vedi il progetto biografie. La lista contiene solo le 120 persone che sono citate nell'enciclopedia e per le quali è stato implementato correttamente il template Bio. Pagina aggiornata al 18 ago 2025. |

- 1º novembre - Noah Beery, attore statunitense (n. 1913)
- 1º novembre - Richard Krautheimer, storico dell'arte e storico dell'architettura tedesco (n. 1897)
- 2 novembre - Michael Philip Candy, astronomo britannico (n. 1928)
- 2 novembre - Griša Filipov, politico bulgaro (n. 1919)
- 2 novembre - Willy Moser, attore, doppiatore e direttore del doppiaggio austriaco (n. 1941)
- 2 novembre - Richard Pottier, regista francese (n. 1906)
- 2 novembre - Peter Matthew Hillsman Taylor, scrittore statunitense (n. 1917)
- 3 novembre - Ivo Battelli, scenografo italiano (n. 1904)
- 3 novembre - Giuseppe D'Alema, partigiano e politico italiano (n. 1917)
- 3 novembre - Gabriele Semeraro, politico italiano (n. 1912)
- 3 novembre - Raymond Severn, attore statunitense (n. 1930)
- 3 novembre - Archie Stinchcombe, hockeista su ghiaccio britannico (n. 1912)
- 4 novembre - Sam Francis, pittore statunitense (n. 1923)
- 4 novembre - Onofrio Fusco, allenatore di calcio e calciatore italiano (n. 1918)
- 4 novembre - Ermes Muccinelli, allenatore di calcio e calciatore italiano (n. 1927)
- 4 novembre - Fred Smith, chitarrista e bassista statunitense (n. 1948)
- 5 novembre - Luigi Carrai, annunciatore televisivo italiano (n. 1922)
- 5 novembre - Nicola Morelli, medaglista, scultore e attore italiano (n. 1921)
- 5 novembre - Al'bert Šesternëv, allenatore di calcio e calciatore sovietico (n. 1941)
- 5 novembre - Martin Smith, attore e cantante inglese (n. 1957)
- 6 novembre - Raisa Esipova, attrice sovietica (n. 1906)
- 6 novembre - Dean Gallo, politico statunitense (n. 1935)
- 6 novembre - Fernando de Santiago y Díaz de Mendívil, generale e politico spagnolo (n. 1910)
- 7 novembre - Charles Mathiesen, pattinatore di velocità su ghiaccio norvegese (n. 1911)
- 7 novembre - Shorty Rogers, trombettista statunitense (n. 1924)
- 7 novembre - Carleton Young, attore statunitense (n. 1905)
- 8 novembre - Michael O'Donoghue, sceneggiatore, umorista e attore statunitense (n. 1940)
- 9 novembre - Jim Brown, allenatore di calcio e calciatore scozzese (n. 1908)
- 10 novembre - Renato Bizzozzero, calciatore svizzero (n. 1912)
- 10 novembre - William Higinbotham, fisico statunitense (n. 1910)
- 10 novembre - Carmen McRae, cantante, compositrice e pianista statunitense (n. 1920)
- 10 novembre - Züleyxa Seyidməmmədova, aviatrice, militare e politica sovietica (n. 1919)
- 10 novembre - Caroline Smith, tuffatrice statunitense (n. 1906)
- 11 novembre - Giorgio Barsanti, calciatore italiano (n. 1918)
- 11 novembre - Traut Streiff Faggioni, danzatrice e coreografa italiana (n. 1910)
- 11 novembre - Dina Gralla, attrice e ballerina tedesca (n. 1905)
- 11 novembre - Michail Krivonosov, martellista sovietico (n. 1929)
- 11 novembre - Wanda Osiris, attrice e cantante italiana (n. 1905)
- 11 novembre - Christian Pravda, sciatore alpino austriaco (n. 1927)
- 11 novembre - Dieter Wiedenmann, canottiere tedesco (n. 1957)
- 12 novembre - Atanas Komšev, lottatore bulgaro (n. 1959)
- 12 novembre - Onni Rajasaari, triplista e lunghista finlandese (n. 1910)
- 12 novembre - Wilma Rudolph, velocista statunitense (n. 1940)
- 12 novembre - John Innes Mackintosh Stewart, scrittore e critico letterario scozzese (n. 1906)
- 12 novembre - John A. Volpe, politico statunitense (n. 1908)
- 13 novembre - Daniel Barbosa, serial killer colombiano (n. 1930)
- 13 novembre - Vladimir Antonovič Ivaško, politico sovietico (n. 1932)
- 13 novembre - Motoo Kimura, biologo giapponese (n. 1924)
- 13 novembre - Ihor Platonov, scacchista ucraino (n. 1934)
- 14 novembre - Nicholas Bianco, mafioso statunitense (n. 1932)
- 14 novembre - Giulio Del Tredici, scrittore italiano (n. 1933)
- 14 novembre - Ferruccio Ghidini, calciatore e allenatore di calcio italiano (n. 1912)
- 14 novembre - Rino Guglielmo, pittore italiano (n. 1910)
- 14 novembre - Gerasim Dmitrievič Pileš, pittore, scultore e scrittore russo (n. 1913)
- 14 novembre - Francis Frederick Reh, vescovo cattolico statunitense (n. 1911)
- 14 novembre - Tom Villard, attore statunitense (n. 1953)
- 15 novembre - Leandro Locsin, architetto e artista filippino (n. 1928)
- 15 novembre - Giovanni Sisto, politico italiano (n. 1916)
- 16 novembre - Edvard Kozynkevyč, calciatore sovietico (n. 1949)
- 16 novembre - Pilade Luchetti, allenatore di calcio e calciatore italiano (n. 1907)
- 16 novembre - Chet Powers, cantautore statunitense (n. 1937)
- 18 novembre - Ronaldo Bôscoli, compositore, impresario teatrale e produttore teatrale brasiliano (n. 1928)
- 18 novembre - Cab Calloway, cantante, musicista e attore statunitense (n. 1907)
- 18 novembre - Roberto Cuzzaniti, politico italiano (n. 1911)
- 18 novembre - Bob Dykstra, cestista statunitense (n. 1922)
- 18 novembre - Anselm Franz, ingegnere aeronautico austriaco (n. 1900)
- 18 novembre - Carmelo Magli, poliziotto italiano (n. 1970)
- 18 novembre - Masao Nozawa, calciatore giapponese (n. 1906)
- 18 novembre - Michael Somes, ballerino inglese (n. 1917)
- 19 novembre - Charles Umlauf, scultore statunitense (n. 1911)
- 20 novembre - Elena Croce, traduttrice, scrittrice e ambientalista italiana (n. 1915)
- 20 novembre - Louis Gabrillargues, calciatore francese (n. 1914)
- 21 novembre - T. Carmi, poeta, traduttore e scrittore israeliano (n. 1925)
- 21 novembre - Fausto Faglioni, calciatore italiano (n. 1897)
- 21 novembre - Jānis Krūmiņš, cestista sovietico (n. 1930)
- 21 novembre - Thomas Kuchel, politico statunitense (n. 1914)
- 21 novembre - Pino Locchi, attore, doppiatore e direttore del doppiaggio italiano (n. 1925)
- 21 novembre - Willem Jacob Luyten, astronomo statunitense (n. 1899)
- 22 novembre - Ginestra Giovene, fisica, divulgatrice scientifica e scrittrice italiana (n. 1910)
- 22 novembre - Viola Spolin, insegnante, educatrice e scrittrice statunitense (n. 1906)
- 22 novembre - Charles Upham, militare neozelandese (n. 1908)
- 23 novembre - Art Barr, wrestler statunitense (n. 1966)
- 23 novembre - Lorenzo Bonechi, artista italiano (n. 1955)
- 23 novembre - Erick Hawkins, ballerino e coreografo statunitense (n. 1909)
- 23 novembre - Irwin Kostal, compositore statunitense (n. 1911)
- 23 novembre - Alberto Natusch Busch, politico e militare boliviano (n. 1933)
- 23 novembre - Julian Symons, scrittore, critico letterario e poeta britannico (n. 1912)
- 24 novembre - George Douglas-Hamilton, X conte di Selkirk, nobile e politico scozzese (n. 1906)
- 24 novembre - David Garfield, attore e montatore statunitense (n. 1943)
- 24 novembre - NOF4, incisore italiano (n. 1927)
- 24 novembre - Ivo Perilli, sceneggiatore, regista e scenografo italiano (n. 1902)
- 24 novembre - Benjamin Ruggiero, mafioso statunitense (n. 1926)
- 25 novembre - Angelo Tansini, politico italiano (n. 1926)
- 25 novembre - Johanna von Trapp, cantante austriaca (n. 1919)
- 25 novembre - John C. Walker, botanico statunitense (n. 1893)
- 25 novembre - Paul Winkler, calciatore tedesco (n. 1913)
- 26 novembre - Numa Andoire, calciatore e allenatore di calcio francese (n. 1908)
- 26 novembre - David Bache, designer inglese (n. 1925)
- 26 novembre - Giorgio Cavallo, umorista italiano (n. 1927)
- 26 novembre - Arturo Rivera Damas, arcivescovo cattolico salvadoregno (n. 1923)
- 26 novembre - Joey Stefano, attore pornografico statunitense (n. 1968)
- 26 novembre - Omer Vanaudenhove, politico e imprenditore belga (n. 1913)
- 27 novembre - Harald Christensen, pistard danese (n. 1907)
- 27 novembre - Renato Colombo, politico italiano (n. 1925)
- 27 novembre - Tom Johnston, allenatore di calcio e calciatore scozzese (n. 1918)
- 27 novembre - Rufina Nifontova, attrice sovietica (n. 1931)
- 28 novembre - Jeffrey Dahmer, serial killer statunitense (n. 1960)
- 28 novembre - Vicente Enrique y Tarancón, cardinale e arcivescovo cattolico spagnolo (n. 1907)
- 28 novembre - Franco Fortini, poeta, saggista e critico letterario italiano (n. 1917)
- 28 novembre - Karl Kerbach, calciatore austriaco (n. 1918)
- 28 novembre - Otilio Olguín, nuotatore e pallanuotista messicano (n. 1931)
- 28 novembre - Venancio Pérez García, calciatore spagnolo (n. 1921)
- 28 novembre - Frank Robbins, fumettista statunitense (n. 1917)
- 28 novembre - Jerry Rubin, politico e attivista statunitense (n. 1938)
- 28 novembre - Charles Howard, XII conte di Carlisle, nobile e militare inglese (n. 1923)
- 30 novembre - Jesse Anderson, assassino statunitense (n. 1957)
- 30 novembre - Guido Corbelli, calciatore e allenatore di calcio italiano (n. 1913)
- 30 novembre - Guy Debord, filosofo, sociologo e scrittore francese (n. 1931)
- 30 novembre - Connie Kay, batterista statunitense (n. 1927)
- 30 novembre - Lionel Stander, attore statunitense (n. 1908)